# 이넬화장품
이넬화장품은 대한민국 1999년 1월 16일에 설립된 화장품 제조·유통업체이다. 입큰, 입큰맨, 비얼라우, 바버, 마지스레네 등의 브랜드를 보유하고 있다.

## 대표 제품
- 입큰 아티스트 진동 파운데이션
- 입큰 퍼퓸파우더팩트 5G
- 입큰 퍼퓸파운쿠션 5G